# Calcio Catania
Calcio Catania là một câu lạc bộ bóng đá Ý thành lập vào năm 1908, có trụ sở ở Catania, Sicilia. Đội bóng đã có phần lớn thời gian trong lịch sử chơi ở Serie B, được lên hạng chơi ở Serie A 5 lần. Họ hiện chơi ở Serie A.
Câu lạc bộ chỉ có những thành công vào loại trung bình ở giải đấu cao nhất nước Ý, vị trí cao nhất mà họ từng nhận được là thứ 8 ở Serie A hai lần, cả hai đều vào đầu những năm 1960. Bước tiến sâu nhất mà Catania từng vươn tới ở một giải đấu là chung kết giải Coppa delle Alpi.

## Đội hình hiện tại
Tính đến 1 thang năm 2010

### Đội hình mùa giải 2010-11
Ghi chú: Quốc kỳ chỉ đội tuyển quốc gia được xác định rõ trong điều lệ tư cách FIFA. Các cầu thủ có thể giữ hơn một quốc tịch ngoài FIFA.
| Số | VT | Quốc gia  | Cầu thủ            |
| -- | -- | --------- | ------------------ |
| 1  | TM | Slovakia  | Tomáš Košický      |
| 2  | HV | Ý         | Alessandro Potenza |
| 3  | HV | Argentina | Nicolás Spolli     |
| 4  | TV | Ý         | Gennaro Delvecchio |
| 5  | TV | Argentina | Ezequiel Carboni   |
| 6  | HV | Argentina | Matías Silvestre   |
| 7  | TĐ | Ý         | Giuseppe Mascara   |
| 8  | TV | Argentina | Pablo Ledesma      |
| 9  | TĐ | Ý         | Mirco Antenucci    |
| 10 | TV | Argentina | Pablo Barrientos   |
| 11 | TĐ | Argentina | Maxi López         |
| 12 | HV | Ý         | Giovanni Marchese  |
| 13 | TV | Argentina | Mariano Julio Izco |
| 14 | HV | Ý         | Giuseppe Bellusci  |
| 15 | TĐ | Nhật Bản  | Morimoto Takayuki  |

| Số | VT | Quốc gia  | Cầu thủ                 |
| -- | -- | --------- | ----------------------- |
| 16 | TV | Argentina | Cristian Llama          |
| 17 | TV | Argentina | Alejandro Darío Gómez   |
| 18 | HV | Ba Lan    | Błażej Augustyn         |
| 19 | TV | Argentina | Adrián Ricchiuti        |
| 20 | TV | Brasil    | Raphael Martinho        |
| 21 | TM | Argentina | Mariano Andújar         |
| 22 | HV | Argentina | Pablo Sebastián Álvarez |
| 23 | HV | Ý         | Christian Terlizzi      |
| 24 | TV | Ý         | Simone Pesce            |
| 26 | TV | Ý         | Fabio Sciacca           |
| 27 | TV | Ý         | Marco Biagianti         |
| 30 | TM | Ý         | Andrea Campagnolo       |
| 33 | HV | Ý         | Ciro Capuano            |
| –– | HV | Ý         | Raffaele Imparato       |
| –– | TĐ | Ý         | Gianvito Plasmati       |

### Những cầu thủ được đôn lên từ đội trẻ
Ghi chú: Quốc kỳ chỉ đội tuyển quốc gia được xác định rõ trong điều lệ tư cách FIFA. Các cầu thủ có thể giữ hơn một quốc tịch ngoài FIFA.
| Số | VT | Quốc gia | Cầu thủ              |
| -- | -- | -------- | -------------------- |
| —  | HV | Ý        | Giuseppe Di Pasquale |
| —  | TV | Ý        | Rosario Bucolo       |
| —  | TV | Ý        | Cristian Suarino     |
| —  | TV | Ý        | Marco Cuomo          |
| —  | TV | Ý        | Federico Conti       |

| Số | VT | Quốc gia | Cầu thủ             |
| -- | -- | -------- | ------------------- |
| —  | TV | Ý        | Giovanni Ricciardo  |
| —  | TV | Ý        | Salvatore Margarita |
| —  | TĐ | Ý        | Antonino Profeta    |
| —  | TĐ | Ý        | Francesco Nicastro  |
| —  | TĐ | Ý        | Alfredo Donnaruma   |

### Ra đi theo dạng cho mượn và đồng sở hữu vào mùa giải 2010-11
Ghi chú: Quốc kỳ chỉ đội tuyển quốc gia được xác định rõ trong điều lệ tư cách FIFA. Các cầu thủ có thể giữ hơn một quốc tịch ngoài FIFA.
| Số | VT | Quốc gia | Cầu thủ                                         |
| -- | -- | -------- | ----------------------------------------------- |
| —  | HV | Ý        | Nicola Lanzolla (tới SS Milazzo)                |
| —  | HV | Ý        | Antonio Carrozza (tới SS Milazzo)               |
| —  | HV | Ý        | Rocco Benci (tới SS Milazzo)                    |
| —  | TV | Ý        | Federico Moretti (tới Ascoli Calcio)            |
| —  | TV | Ý        | Marco Tagliafierro (tới A.S. Figline)           |
| —  | TV | Ý        | Filippo Scozzese (tới Vico Equense Calcio 1958) |
| —  | TV | România  | Nicolae Dica (tới Manisaspor)                   |
| —  | TĐ | Ý        | Andrea Catellani (tới U.S. Sassuolo Calcio)     |

| Số | VT | Quốc gia | Cầu thủ                                           |
| -- | -- | -------- | ------------------------------------------------- |
| —  | TM | Ý        | Raffaele Ioime (đồng sở hữu cùng SPAL 1907)       |
| —  | HV | Ý        | Milan Bortel (đồng sở hữu cùng SPAL 1907)         |
| —  | HV | Ý        | Marcello Gazzola (đồng sở hữu cùng Ascoli Calcio) |
| —  | TĐ | Ý        | Vito Falconieri (đồng sở hữu cùng Ascoli Calcio)  |

## Các cựu cầu thủ nổi tiếng
| - Enzo Bearzot - Amedeo Biavati - Riccardo Carapellese | - Claudio Ranieri - Ennio Mastalli - Giovanni Vavassori - Giuseppe Mascara - Pedrinho - Cinesinho | - Luis Oliveira - Johan Walem - Juan Manuel Vargas - Albano Bizzarri - Mariano Andujar - Jorge Andres Martinez |  |

## Các chủ tịch trong lịch sử
Catania đã từng có nhiều chủ tịch trong suốt lịch sử, một số trong họ đã từng sở hữu đội bóng, số khác có thể là chủ tịch danh dự, đây là danh sách của họ từ nam 1946 tới nay.
| Tên                             | Năm       |
| ------------------------------- | --------- |
| Santi Passanisi Manganaro       | 1946–1948 |
| Lorenzo Fazio                   | 1948–1951 |
| Arturo Michisanti               | 1951–1954 |
| Giuseppe Rizzo                  | 1954–1956 |
| Agatino Pesce Michele Giuffrida | 1956–1959 |
| Ignazio Marcoccio               | 1959–1969 |
| Angelo Massimino                | 1969–1973 |

| Tên                 | Năm       |
| ------------------- | --------- |
| Salvatore Coco      | 1973–1974 |
| Angelo Massimino    | 1974–1987 |
| Angelo Attaguile    | 1987–1991 |
| Salvatore Massimino | 1991–1992 |
| Angelo Massimino    | 1992–1996 |
| Grazia Codiglione   | 1996–2000 |
| Riccardo Gaucci     | 2000–2004 |
| Antonino Pulvirenti | 2004–nay  |

## Các huấn luyện viên trong lịch sử
Catania đã từng có nhiều huấn luyện viên trong suốt lịch sử của câu lạc bộ, trong một số mùa giải có nhiều hơn một huấn luyện viên nắm quyền. Đây là danh sách của họ từ năm 1946 đến nay.
| Tên                               | Quốc tịch                                  | Năm       |
| --------------------------------- | ------------------------------------------ | --------- |
| Giovanni Degni                    | Vương quốc Ý                               | 1946–1948 |
| Nicolò Nicolosi                   | Ý                                          | 1948      |
| Miroslav Banas                    | Tiệp Khắc                                  | 1948–1949 |
| Antonio Magnozzi                  | Ý                                          | 1949–1950 |
| Stanislav Klein                   | România                                    | 1950      |
| Lajos Politzer                    | Hungary                                    | 1950–1951 |
| Nereo Marini                      | Ý                                          | 1951–1952 |
| Brondi III                        | Ý                                          | 1952      |
| Giulio Cappelli                   | Ý                                          | 1952–1953 |
| Fioravante Baldi                  | Ý                                          | 1953      |
| Piero Andreoli                    | Ý                                          | 1953–1956 |
| Ernesto Matteo Poggi              | Ý                                          | 1956–1957 |
| Riccardo Carapellese              | Ý                                          | 1957      |
| Nicolò Nicolosi                   | Ý                                          | 1958      |
| Francesco Capocasale              | Ý                                          | 1958      |
| Blagoje Marjanović                | Cộng hòa Liên bang Xã hội chủ nghĩa Nam Tư | 1958–1959 |
| Carmelo Di Bella                  | Ý                                          | 1959–1966 |
| Luigi Valsecchi                   | Ý                                          | 1966      |
| Dino Ballacci                     | Ý                                          | 1966–1967 |
| Luigi Valsecchi                   | Ý                                          | 1968      |
| Egizio Rubino                     | Ý                                          | 1968–1971 |
| Antonio Calvanese Luigi Valsecchi | Ý · Ý                                      | 1971–1972 |
| Carmelo Di Bella                  | Ý                                          | 1972–1973 |
| Luigi Valsecchi                   | Ý                                          | 1973      |
| Guido Mazzetti                    | Ý                                          | 1974      |
| Adelmo Prenna                     | Ý                                          | 1974      |
| Gennaro Rambone                   | Ý                                          | 1974–1975 |
| Egizio Rubino                     | Ý                                          | 1975–1976 |
| Guido Mazzetti                    | Ý                                          | 1976      |
| Carmelo Di Bella                  | Ý                                          | 1976–1977 |
| Luigi Valsecchi                   | Ý                                          | 1977      |
| Carlo Matteucci                   | Ý                                          | 1977–1978 |
| Guido Mazzetti                    | Ý                                          | 1978      |
| Adelmo Capelli                    | Ý                                          | 1978–1979 |
| Gennaro Rambone                   | Ý                                          | 1979–1980 |
| Lino De Petrillo                  | Ý                                          | 1980–1981 |
| Guido Mazzetti                    | Ý                                          | 1981      |
| Giorgio Michelotti                | Ý                                          | 1981–1982 |
| Salvo Bianchetti                  | Ý                                          | 1982      |
| Guido Mazzetti                    | Ý                                          | 1982      |
| Gianni Di Marzio                  | Ý                                          | 1982–1984 |
| Giambattista Fabbri               | Ý                                          | 1984      |
| Antonio Renna                     | Ý                                          | 1984–1985 |

| Tên                                     | Quốc tịch | Năm       |
| --------------------------------------- | --------- | --------- |
| Gennaro Rambone                         | Ý         | 1985      |
| Salvo Bianchetti                        | Ý         | 1985–1986 |
| Antonio Colomban                        | Ý         | 1986      |
| Gennaro Rambone                         | Ý         | 1986–1987 |
| Bruno Pace                              | Ý         | 1987      |
| Osvaldo Jaconi                          | Ý         | 1987      |
| Pietro Santin                           | Ý         | 1987–1988 |
| Bruno Pace                              | Ý         | 1988–1989 |
| Carmelo Russo                           | Ý         | 1989–1990 |
| Angelo Benedicto Sormani                | Ý         | 1990–1991 |
| Giuseppe Caramanno                      | Ý         | 1991–1992 |
| Franco Vannini                          | Ý         | 1992      |
| Salvo Bianchetti                        | Ý         | 1992–1993 |
| Franco Indelicato                       | Ý         | 1993–1994 |
| Lorenzo Barlassina                      | Ý         | 1994      |
| Pier Giuseppe Mosti                     | Ý         | 1994–1995 |
| Angelo Busetta                          | Ý         | 1995      |
| Lamberto Leonardi                       | Ý         | 1995      |
| Aldo Cerantola                          | Ý         | 1995–1996 |
| Mario Russo                             | Ý         | 1996      |
| Angelo Busetta                          | Ý         | 1996–1997 |
| Giovanni Mei                            | Ý         | 1997–1998 |
| Franco Gagliardi                        | Ý         | 1998      |
| Piero Cucchi                            | Ý         | 1998–1999 |
| Gianni Simonelli                        | Ý         | 1999–2000 |
| Ivo Iaconi                              | Ý         | 2000–2001 |
| Vincenzo Guerini                        | Ý         | 2001      |
| Aldo Ammazzalorso                       | Ý         | 2001      |
| Pietro Vierchowod                       | Ý         | 2001      |
| Francesco Graziani Maurizio Pellegrino  | Ý · Ý     | 2001–2002 |
| Osvaldo Jaconi                          | Ý         | 2002      |
| Maurizio Pellegrino                     | Ý         | 2002      |
| John Toshack                            | Wales     | 2002–2003 |
| Edoardo Reja                            | Ý         | 2003      |
| Vincenzo Guerini                        | Ý         | 2003      |
| Gabriele Matricciani Stefano Colantuono | Ý · Ý     | 2003–2004 |
| Maurizio Costantini                     | Ý         | 2004–2005 |
| Nedo Sonetti                            | Ý         | 2005      |
| Pasquale Marino                         | Ý         | 2005–2007 |
| Silvio Baldini                          | Ý         | 2007–2008 |
| Walter Zenga                            | Ý         | 2008–2009 |
| Gianluca Atzori                         | Ý         | 2009      |
| Sinisa Mihajlovic                       | Serbia    | 2009–2010 |

## Thông tin về sân vận động
- Tên: Stadio Angelo Massimino
- Địa điểm: Catania
- Sức chứa: 23.420
- Khánh thành: 27 tháng 11 năm 1937
- Kích thước: 110 x 70 metres

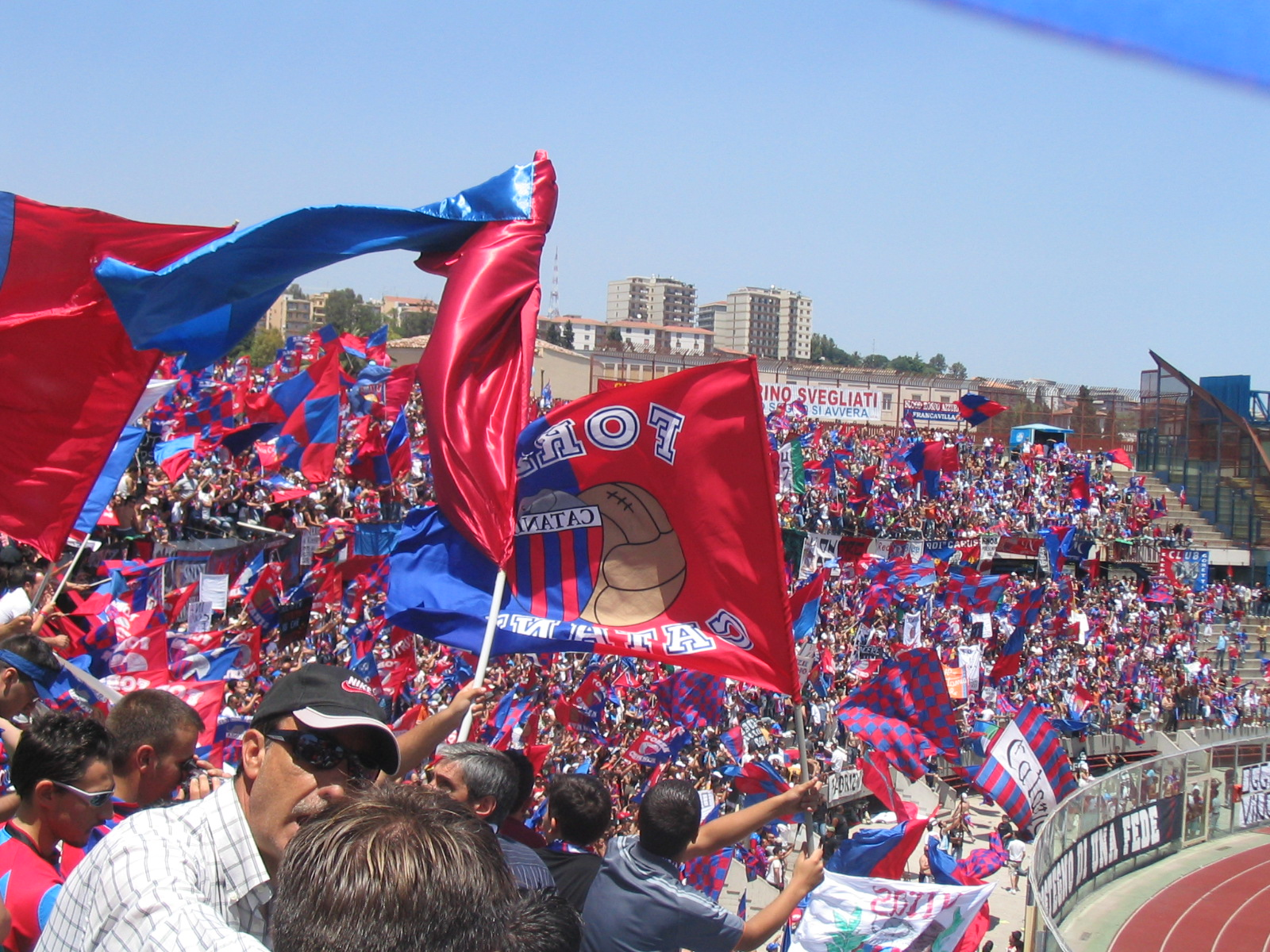
Cổ động viên Curva Nord ở sân Stadio Angelo Massimino, Catania

Trận đầu tiên Catania chơi ở sân Stadio Angelo Massimino, sau đó gọi là Stadio Cibali vào năm 1937. Sân vận động được đổi tên nhằm tưởng nhỡ cựu chủ tịch Angelo Massimino vào năm 2002. Massimino là chủ tịch của đội bóng từ năm 1969 cho tới khi ông qua đời vào năm 1996.
Đã có kế hoạch đội bóng sẽ chuyển sang sân vận động mới có tên Stadio Dèi Palici với sức chứa 33.765, được đặt ở vùng ngoại ô phía bắc của Catania trong một khu công nghiệp có tên Pantano d'Arci.

## Danh hiệu
Serie B
- Vô địch: 1953–54
- Lên hạng: 1959–60, 1969–70, 1982–83, 2005–06

Coppa delle Alpi
- Về nhì: 1964

Serie C / Serie C1
- Vô địch: 1938–39, 1947–48, 1948–49, 1974–75, 1979–80
- Lên hạng: 2001–02

Serie C2
- Vô địch: 1998–99

Serie D
- Vô địch: 1994–95

Eccellenza Sicilia
- Lên hạng: 1993–94

## Các kỉ lục
- Vị trí cao nhất ở giải vô địch quốc gia: 8th, ở mùa giải 1960–61 và 1964–65.
- Ra sân nhiều nhất ở giải vô địch quốc  gia: 281, Damiano Morra từ năm 1975 tới 1984.
- Ghi nhiều bàn nhất ở giải vô địch quốc gia: 47, Guido Klein và Adelmo Prenna.
- Ra sân nhiều nhất ở Serie A: 150, Giuseppe Vavassori từ 1961 tới 1966.